# 人类语言学
人類語言學是语言学和人类学交叉的一個分支學科，探討語言在更廣泛的社會文化背景中的地位，以及語言在製造和維持文化實踐及社會結構中的作用。儘管很多語言學家認為不存在人類語言學，而傾向使用「語言人類學」來描述該領域，但也有學者認為兩個概念是可互換的。

## 歷史
儘管人類學和語言學兩個領域的學者在19世紀的許多時間點上都有將二者放在一起研究，但是兩者的交叉在20世紀初逐漸興起。隨着美國學術界對美洲新大陸的土著社會的多樣性越來越感興趣，人類學家和語言學家合作，分析了美洲原住民語言，並研究語言與這些土著人的起源、分佈和特徵之間的關係。
這一跨學科方法使得美國人類學和歐洲人類學有所不同；歐洲人類學大多注重民族誌，而美國人類學開始將語言學和其他學科融入其中。人類語言學最初主要關注無文字記載的語言，但如今既研究有文字，也研究無文字的文化。
早期的人類語言學家主要關注三個領域：語言描述、分類和方法論。
- 語言描述：法蘭茲·鮑亞士（Franz Boas）、愛德華·薩丕爾（Edward Sapir）、伦纳德·布龙菲尔德（Leonard Bloomfield）和玛丽·哈斯等學者給出了不同語言的語言結構和語言特徵的描述。他們進行了田野調查，使用來自語言的本土使用這的文字記載來分析，按語言形式和類型將文本分類。[2]
- 分類：分類涉及對各語言親屬關係的的概括。語言分類使人類學家能夠組織關於特定人群的大量訊息。藉由語言分類，學者能夠從民族誌作品中組織和整理資料。[2]
- 方法論：透過將語言分解分析，人類語言學家能夠使用語言的成分來推測社會文化訊息。這也使得模式識別（pattern-identification）成為可能，鮑亞士和薩丕爾使用這些過程，表明給定語言的使用者並未察覺到自己的語言模式。[2]

## 概況
人類語言學是眾多研究語言在個體和群體社會生活中的作用的學科之一。為了開展此類研究，專家除了理解語言系統背後的邏輯（例如语法）以外，還必須將使用這些系統的活動記載下來。在1960至1970年代，社会语言学和人類語言學常被認為是一個研究領域，但隨着兩者學術研究的差異變大，學科之間的分化也日趨明顯。儘管兩者有許多相似之處，也有一些共同主題（例如語言和性別），二者已經是有關聯但是相互獨立的學科分支了。，當人類學家開始着手研究原住民文化時，美洲原住民語言是繞不過的一個話題，人類語言學由此作為人類學的一個分支起源於美國，並迅速演變成今天的樣子，成為語言學的一個分支。
人類語言學在视觉感知（特別是颜色）和生物區域民主制等領域的研究產生了重大影響，這兩個領域都牽涉到語言中界定的對周圍環境感知的差異。
傳統的語言人類學對社会学和民族的自我組織也有影响。例如在對本南族的研究表明，該民族有6個不同的詞語來表示「我們」。人類語言學研究其中的差異，並將其與社会類型和身體對這些感知的實際適應聯繫起來，這就像研究語言中如何分別彩虹的顏色一樣：表示顏色的詞語越多，越表明該環境中的主體必須對其作出區分，由此形成情境知识乃至情境倫理，而這些的最終證據都來自人們使用不同的詞來表示「我們」。
人類語言學的兩個分支是命名學/分類學和民族學/社會語言學。
索引性（indexicality）指的是透過個別和一般的聯繫而與意義聯繫在一起的語言形式，與直接命名不同。例如，人類學語言學家可能會利用索引性來分析一個人的語言使用如何揭示其所處的社會階層。索引性是形式-功能關係中固有的。

## 外部連結
- David Nettle, in "Linguistic Diversity" 1998年
- "Steps Towards an Ecology of Language", Mark Fettes, 1996年
- "An Ecological Approach to Language Renewal" （页面存档备份，存于）, Mark Fettes, 1997年.
- Ethnolinguistic studies on African Pygmies